# Saison 3 de Sanctuary
Chronologie
Saison 2 Saison 4
Cet article présente le guide des épisodes de la troisième saison de la série télévisée canadienne Sanctuary.

## Généralités
Cette troisième saison est composée de 20 épisodes.
En France, elle a été diffusée en deux parties sur Syfy Universal :
- La première (1 à 10) du 29 mars 2011 au 26 avril 2011 ;
- La deuxième (11 à 20) du 20 septembre 2011 au 11 octobre 2011.

## Synopsis
Partout dans le monde, des créatures uniques errent dans la nature. Ils sont considérés par le Dr Helen Magnus comme la clef de notre évolution et du futur de notre race. Avec l'aide du Dr Will Zimmerman, psychiatre, de sa fille Ashley, de l'informaticien Henry Foss, d'une ancienne délinquante Kate et de son assistant Bigfoot, elle traque ces créatures pour leur venir en aide et pour le besoin de ses recherches.

## Distribution de la saison

### Acteurs principaux
- Amanda Tapping : Dr Helen Magnus
- Robin Dunne : Dr Will Zimmerman
- Agam Darshi : Kate Freelander
- Ryan Robbins : Henry Foss
- Christopher Heyerdahl : Bigfoot / John Druitt

### Acteurs récurrents
- Jonathon Young : Nikola Tesla
- Ian Tracey : Adam Worth
- Robert Lawrenson : Declan McRae
- Pascale Hutton : Abby Corrigan
- Paul McGillion : Terrence Wexford
- Françoise Yip : Dr. Lilian Lee
- Jody Thompson : Fallon

### Invités
- Peter Wingfield : James Watson
- Vincent Gale : Nigel Griffin
- Polly Walker : Ranna, femme invisible
- Adam Copeland : Thelo
- David Milchard : Garris
- Callum Blue : Edward Forsythe

## Liste des épisodes

### Épisode 1:Le Culte de Kali (3epartie)
- Titre original : Kali - Part 3
- Numéro(s) : 27 (3-01)
- Scénariste(s) : Alan McCullough
- Réalisateur : Martin Wood
- Diffusions :
  -  Canada /  États-Unis : 15 octobre 2010 sur Syfy
  -  France : 29 mars 2011 sur Syfy Universal[2],[3]
  -  Québec : 22 août 2011 sur Ztélé[4]
- Audience(s) :
- Invité(s) :

Paul McGillion (Wexford)
- Résumé :

Un tsunami se dirige vers les côtes de l’Inde et du Pakistan, à la suite de la tentative de Wexford de tuer « Big Bertha ». Alors que Magnus essaie de trouver un moyen de communiquer avec Kali, Wexford veut à tout prix éliminer la créature. À Bombay, Will va devoir risquer sa vie pour sauver des millions de personnes. Wexford tente de nouveau de tuer la créature, mais Magnus intervient au péril de sa vie.

### Épisode 2:Message de l’au-delà
- Titre original : Firewall
- Numéro(s) : 28 (3-02)
- Scénariste(s) : Damian Kindler
- Réalisateur : Martin Wood
- Diffusions : 
  -  Canada /  États-Unis : 22 octobre 2010 sur Syfy
  -  France : 29 mars 2011 sur Syfy Universal[3]
  -  Québec : 29 août 2011 sur Ztélé[5]
- Audience(s) :
- Invité(s) : Paul McGillion
- Résumé :

Will souffre d'amnésie à la suite des événements qui ont failli lui coûter la vie. Le sanctuaire se fait attaquer par des créatures possédant une rapidité hors du commun et la capacité de se rendre invisible. Mais bientôt Magnus et son équipe découvrent qu'elles en ont après Will : elles veulent récupérer les souvenirs de Will, ceux de sa rencontre avec Kali (Big Bertha) et les autres phénomènes lors de son décès (réf : épisode 1). Henry trouve un moyen de détecter ces créatures et analyse l'appareil utilisé contre Will après leur capture ; mais celui-ci semble être d'une avance technologique considérable. Magnus découvrira que son père, Kali et les créatures ont un lien.

### Épisode 3:L’Hôte
- Titre original : Bank Job
- Numéro(s) : 29 (3-03)
- Scénariste(s) : James Thorpe
- Réalisateur : Peter DeLuise
- Diffusions : 
  -  Canada /  États-Unis : 29 octobre 2010 sur Syfy
  -  France : 5 avril 2011 sur Syfy Universal[3]
  -  Québec : 5 septembre 2011 sur Ztélé[6]
- Audience(s) :
- Invité(s) :

Gary Jones (le guichetier), Peter Flemming (le négociateur du FBI)
- Résumé :

Magnus, Will et Kate entrent dans une banque d'une petite ville afin d'y dérober l'œuf d'une créature étant sur le point d'éclore et de chercher un hôte. Malheureusement, la climatisation tombe en panne faisant éclore l'œuf avant les prévisions de Magnus. La créature s'est échappée et a déjà trouvé un hôte, l'équipe n'a que 45 minutes avant que l'hôte n'explose et que la créature ne s'échappe. Kate décide alors de faire croire à un braquage aux clients afin qu'ils ne s'échappent pas, mais tout se complique lorsqu'une des clientes, âgée, à un problème cardiaque, que la police arrive et qu'ils apprennent qu'un chasseur est parmi eux.

### Épisode 4:Traces de sang
- Titre original : Trail of Blood
- Numéro(s) : 30 (3-04)
- Scénariste(s) : Gillian Horvath
- Réalisateur : Steven A. Adelson
- Diffusions : 
  -  Canada /  États-Unis : 5 novembre 2010 sur Syfy
  -  France : 5 avril 2011 sur Syfy Universal[3]
  -  Québec : 12 septembre 2011 sur Ztélé[7]
- Audience(s) :
- Invité(s) :

Martin Christopher (le père Clark)
- Résumé :

Magnus reçoit un appel à l'aide de Nikola Tesla grâce à une machine qu'il avait inventée. Elle se rend sur place avec Will et Henry pour retrouver Tesla quand de nombreuses créatures s'en prennent à eux. Ils se réfugient alors dans un ancien laboratoire de la Cabale. Pendant ce temps, au Sanctuaire, Big Foot et Kate découvrent qu'un prêtre, ami de Big Foot, a été assassiné dans sa paroisse…

### Épisode 5:Le Costume de Walter
- Titre original : Hero II: Broken Arrow
- Numéro(s) : 31 (3-05)
- Scénariste(s) : Alan McCullough
- Réalisateur : Mairzee Almas
- Diffusions : 
  -  Canada /  États-Unis : 12 novembre 2010 sur Syfy
  -  France : 12 avril 2011 sur Syfy Universal[3]
  -  Québec : 19 septembre 2011 sur Ztélé[8]
- Audience(s) :
- Invité(s) :
- Résumé :

Alors que le Sanctuaire est obligé de mettre les phénomènes à l'abri dans un nouveau bâtiment, Kate et Will sont attaqués. Au cours de l'affrontement, Kate revêt par accident le costume de Walter qui transforme la jeune femme en super-héroïne.

### Épisode 6:Les Lycans
- Titre original : Animus
- Numéro(s) : 32 (3-06)
- Scénariste(s) : Miranda Kwok
- Réalisateur : Martin Wood
- Diffusions : 
  -  Canada /  États-Unis : 19 novembre 2010 sur Syfy
  -  France : 12 avril 2011 sur Syfy Universal[3]
  -  Québec : 26 septembre 2011 sur Ztélé[9]
- Audience(s) :
- Invité(s) :
- Résumé :

Will et Henry partent en Angleterre sur les traces des lycans. Henry se fait interner dans un hôpital psychiatrique et découvre que tout le personnel ainsi que les patients sont des lycans dont la crainte est de se transformer en monstres sanguinaires.

### Épisode 7:Le Survivant
- Titre original : Breach
- Numéro(s) : 33 (3-07)
- Scénariste(s) : Damian Kindler
- Réalisateur : Martin Wood
- Diffusions : 
  -  Canada /  États-Unis : 26 novembre 2010 sur Syfy
  -  France : 19 avril 2011 sur Syfy Universal[3]
  -  Québec : 3 octobre 2011 sur Ztélé[10]
- Audience(s) :
- Invité(s) :
- Résumé :

Helen, Will et Kate se rendent dans un immeuble désaffecté. Helen se retrouve prisonnière à l'intérieur avec un homme capable de modifier le temps et qui cherche à la tuer, mais Helen parvient à le démasquer.

### Épisode 8:Docteur Jekyll et Mister Hyde
- Titre original : For King & Country
- Numéro(s) : 34 (3-08)
- Scénariste(s) : James Thorpe
- Réalisateur : Lee Wilson
- Diffusions : 
  -  Canada /  États-Unis : 3 décembre 2010 sur Syfy
  -  France : 19 avril 2011 sur Syfy Universal[3]
  -  Québec : 10 octobre 2011 sur Ztélé[11]
- Audience(s) :
- Invité(s) :
- Résumé :

Adam est ramené au Sanctuaire en soins intensifs. Alors qu'il croit discréditer Magnus, cette dernière raconte à Will qu'elle a tenté de tuer Adam pour sauver l'avenir des Sanctuaires par le passé. Le groupe ne tarde pas à découvrir que Helen souffre de la même maladie qu'Adam, dû au passage temporel, et seuls les habitants de la cité perdue peuvent les soigner. En parallèle, Magnus décide de partir à la recherche de John qui a disparu afin de découvrir de nouvelles informations au sujet d'Adam.

### Épisode 9:La Clé de voûte
- Titre original : Vigilante
- Numéro(s) : 35 (3-09)
- Scénariste(s) : Alan McCullough
- Réalisateur : Steven A. Adelson
- Diffusions : 
  -  Canada /  États-Unis : 10 décembre 2010 sur Syfy
  -  France : 26 avril 2011 sur Syfy Universal[3]
  -  Québec : 17 octobre 2011 sur Ztélé[12]
- Audience(s) :
- Invité(s) :
- Résumé :

Pendant que John et Helen recherchent la clé de voûte permettant de découvrir le passage menant à la cité perdue, Will, Kate, Henry et Big Foot enquêtent sur la présence de phénomènes en ville. Le groupe ne tarde pas à découvrir le meurtrier du père Jensen, l'ami de Big Foot.

### Épisode 10:Voyage au centre de la Terre
- Titre original : Hollow Men
- Numéro(s) : 36 (3-10)
- Scénariste(s) : James Thorpe
- Réalisateur : Martin Wood
- Diffusions : 
  -  Canada /  États-Unis : 17 décembre 2010 sur Syfy
  -  France : 26 avril 2011 sur Syfy Universal[3]
  -  Québec : 24 octobre 2011 sur Ztélé
- Audience(s) :
- Invité(es) :
- Résumé :

Magnus, Will, Kate et Henry décident d'entrer dans la cité souterraine quand des détecteurs de vampires repèrent le sang originel de Magnus et activent un système de sécurité. L'équipe est séparée : Will et Magnus d'un côté, Henry et Kate de l'autre et n'ont d'autre choix que de poursuivre leurs routes. Sans nouvelles de Magnus et de ses coéquipiers Druitt et Nikola décident de libérer Adam afin de mener Druitt à la cité. Dès leur arrivée à Praxis, les membres du Sanctuaire sont condamnés à mort par la commandante Ranna.

### Épisode 11:Kanaan
- Titre original : Pax Romana
- Numéro(s) : 37 (3-11)
- Scénariste(s) : Damian Kindler
- Réalisateur : Martin Wood
- Diffusions : 
  -  Canada /  États-Unis : 15 avril 2011 sur Syfy
  -  France : 20 septembre 2011 sur Syfy Universal[3]
  -  Québec : sur Ztélé
- Audience(s) :
- Invité(es) :
- Résumé :

L'exécution de Magnus, Will Kate et Henry n'était qu'un leurre. Ranna décide de réanimer Magnus et l'interroge. Magnus apprend que malgré les efforts de Ranna et son gouvernement la cité risque la destruction (à la suite de l'augmentation de la pression magmatique) et que la chute de Praxis entraînerait par la suite celle du monde (activité volcanique importante, tremblements de terre,…). Magnus demande la résurrection de son équipe afin de venir en aide à Ranna. Mais les découvertes ne s'arrêtent pas là car afin de sauver Praxis, Magnus doit sauver un super-phénomène.

### Épisode 12:Gueule de bois
- Titre original : Hangover
- Numéro(s) : 38 (3-12)
- Scénariste(s) : James Thorpe
- Réalisateur : Andy Mikita
- Diffusions : 
  -  Canada /  États-Unis : 22 avril 2011 sur Syfy
  -  France : 20 septembre 2011 sur Syfy Universal[3]
  -  Québec : sur Ztélé
- Audience(s) :
- Invité(es) :

Françoise Yip (Dr Lillian Lee)
- Résumé :

Le Sanctuaire fait l'objet d'une inspection de sécurité organisé par l'ONU. Prise par une réunion entre Sanctuaires sur Praxis, Magnus décide de laisser le Sanctuaire aux mains de Will, Kate, Henry et Big Foot. Après une journée et revenue de réunion, Magnus découvre un Sanctuaire ravagé, ses membres ont disparu. Elle retrouve aussi Henry battu et amnésique. Magnus mène l'enquête et va de surprise en surprise.

### Épisode 13:L’Antidote
- Titre original : One Night
- Numéro(s) : 39 (3-13)
- Scénariste(s) : Damian Kindler
- Réalisateur : Amanda Tapping
- Diffusions : 
  -  Canada /  États-Unis : 25 avril 2011 sur Syfy
  -  France : 27 septembre 2011 sur Syfy Universal[3]
  -  Québec : sur Ztélé
- Audience(s) :
- Invité(es) :
- Résumé :

En se rendant à dîner pour un rendez-vous galant, Will et Abby se font enlever. Kate met en place une équipe de secours mais en apprenant qui sont les ravisseurs Magnus décide d'annuler la mission.

### Épisode 14:La Métamorphose
- Titre original : Metamorphosis
- Numéro(s) : 40 (3-14)
- Scénariste(s) : Alan McCullough
- Réalisateur : Andy Mikita
- Diffusions : 
  -  Canada /  États-Unis : 2 mai 2011 sur Syfy
  -  France : 27 septembre 2011 sur Syfy Universal[3]
  -  Québec : sur Ztélé
- Audience(s) :
- Invité(es) :
- Résumé :

Will se transforme en une créature inconnue de Magnus et cette dernière n'a d'autre choix que de faire appel à la Terre Creuse.

### Épisode 15:Travail d’équipe
- Titre original : Wingman
- Numéro(s) : 41 (3-15)
- Scénariste(s) : Miranda Kwok
- Réalisateur : Peter DeLuise
- Diffusions : 
  -  Canada /  États-Unis : 9 mai 2011 sur Syfy
  -  France : 27 septembre 2011 sur Syfy Universal[3]
  -  Québec : sur Ztélé
- Audience(s) :
- Invité(es) :

Peter DeLuise (Ernie Watts)
- Résumé :

En réservant dans le même restaurant sous le nom de Magnus, Will et Henry décident d'un double rendez-vous mais Magnus leur demande auparavant de lui ramener un phénomène. Mal cryogénisé, le phénomène s'enfuit et une véritable chasse dans les égouts de la ville s'organise.

### Épisode 16:Le Réveil
- Titre original : Awakening
- Numéro(s) : 42 (3-16)
- Scénariste(s) : Gillian Horvath
- Réalisateur : Lee Wilson
- Diffusions : 
  -  Canada /  États-Unis : 16 mai 2011 sur Syfy
  -  France : 4 octobre 2011 sur Syfy Universal[3]
  -  Québec : sur Ztélé
- Audience(s) :
- Invité(es) :
- Résumé :

Magnus et Tesla examinent un ancien bastion Praxian et découvrent la véritable fuite des Praxian sous terre. Nikola gardant son bracelet active un système de protection mis au point par les vampires les enfermant tous deux et condamnant Tesla à mort. C'est en voulant sauver Tesla que Helen se rend compte que la reine des vampires est encore vivante.

### Épisode 17:Le Débarquement allié
- Titre original : Normandy
- Numéro(s) : 43 (3-17)
- Scénariste(s) : Damian Kindler
- Réalisateur : Martin Wood
- Diffusions : 
  -  Canada /  États-Unis : 23 mai 2011 sur Syfy
  -  France : 4 octobre 2011 sur Syfy Universal[3]
  -  Québec : sur Ztélé
- Audience(s) :
- Invité(es) :

Erin Lacourcière (Jeannette Anaise)
- Résumé :

Le 5 juin 1944, alors que Tesla attend la confirmation de Magnus pour le débarquement en Normandie, Magnus, Griffin et Watson tentent de contacter la résistance afin de déjouer les plans d'Hitler. Celui-ci ayant acquis un appareil de contrôle de la météo de Watson, décide de le fusionner à un élémentaire de feu tunisien afin d'asservir le monde.
- Commentaire(s) :

Robin Dunne n'incarne pas le Dr Will Zimmerman dans cet épisode, mais le capitaine Jack Zimmerman, officier de la 101e Airborne et le grand-père de Will.

### Épisode 18:Carentan
- Titre original : Carentan
- Numéro(s) : 44 (3-18)
- Scénariste(s) : James Thorpe
- Réalisateur : Steven A. Adelson
- Diffusions : 
  -  Canada /  États-Unis : 6 juin 2011 sur Syfy
  -  France : 4 octobre 2011 sur Syfy Universal[3]
  -  Québec : sur Ztélé
- Audience(s) :
- Invité(es) :

Barclay Hope (commandant de la sécurité)
- Résumé :

En Normandie, des disparitions inexpliquées apparaissent et un des collègues de Magnus disparaît à son tour. Magnus et son équipe partent à sa recherche seulement ils se heurtent à un blocus militaire durant leur enquête. Mais grâce à un ancien tunnel, Helen et Will peuvent détourner le blocus pour finir enfermer dans un champ de dilatation temporel.

### Épisode 19:Hallucination
- Titre original : Out of the Blue
- Numéro(s) : 45 (3-19)
- Scénariste(s) : Damian Kindler
- Réalisateur : Martin Wood
- Diffusions : 
  -  Canada /  États-Unis : 13 juin 2011 sur Syfy
  -  France : 11 octobre 2011 sur Syfy Universal[3]
  -  Québec : sur Ztélé
- Audience(s) :
- Invité(es) :
- Résumé :

Dans une réalité parallèle, Magnus et Will sont voisins et font des rêves étranges menaçant leur carrière.

### Épisode 20:Le Débarquement de phénomènes
- Titre original : Into the Black
- Numéro(s) : 46 (3-20)
- Scénariste(s) : Alan McCullough
- Réalisateur : Damian Kindler
- Diffusions : 
  -  Canada /  États-Unis : 20 juin 2011 sur Syfy
  -  France : 11 octobre 2011 sur Syfy Universal[3]
  -  Québec : sur Ztélé
- Audience(s) :
- Invité(es) :

Adam Copeland (Thelo), Tom McBeath (Général Villanova), Françoise Yip (Dr Lillian Lee)
- Résumé :

Le Sanctuaire reçoit des nouvelles alarmantes sur un grand groupe de phénomènes ayant été découvert à l'entrée d'une caverne au Dakota du Sud. Magnus sait immédiatement que c'est la première vague de phénomènes faisant surface de la Terre Creuse.